# Tamil Nadu
Tamil Nadu (in tamil தமிழ் நாடு, Tamiḻ nāṭu, lett. "terra o Paese dei tamil") è uno dei 29 Stati federati e territori dell'India. il suo capoluogo è la città di Chennai (ex Madras), quarta città più grande dell'India.

## Geografia
Il Paese si trova nel sud-est della penisola indiana, confinante con gli Stati del Kerala ad ovest, del Karnataka a nord-ovest e dell'Andhra Pradesh a nord. Al suo interno è presente anche una delle quattro enclave che formano il territorio dell'Unione di Pondicherry. È delimitato geograficamente dai Ghati orientali a nord, dal Niligiri e dalle colline di Anamalai Hills a ovest, dal golfo del Bengala a est, dal golfo di Mannar e dallo Stretto di Palk a sud-est, infine dall'Oceano indiano a sud. Inoltre, condivide un confine marittimo con la nazione dello Sri Lanka.

## Storia
La regione è stata abitata sin dai tempi preistorici, e la storia del Tamil Nadu e della civiltà della gente tamil è tra le più antiche al mondo. Attraverso la sua storia, che va dal paleolitico a oggi, questa regione ha coesistito con varie altre culture esterne. Eccetto che per brevi periodi nella sua storia, la regione Tamil è rimasta indipendente da occupazioni esterne.
Le tre dinastie tamil Chera, Chola e Pandya hanno origini antiche. Insieme governarono in questa terra con un'unica cultura e un'unica lingua, contribuendo alla crescita di una delle più antiche letterature al mondo. Ebbero ampi contatti commerciali marittimi con l'Impero romano. Queste tre dinastie furono in costante lotta tra di loro, combattendo per l'egemonia sulla regione. L'invasione della dinastia Kalabhra proveniente da sud nel terzo secolo turbò l'ordine tradizionale del Tamil Nadu, rimpiazzando le tre dinastie.
Lo Stato ha dato i natali allo scrittore e poeta Dandin, vissuto intorno al VI secolo, autore dei primi poemi in sanscrito.
In tempi più recenti questa zona ha subito sia il ciclone Dhanushkodi che ha provocato numerosi morti nel 1964, sia il ben più letale maremoto nel 2004.

## Suddivisioni amministrative
Il Tamil Nadu è suddiviso in 38 distretti:
- Distretto di Ariyalur
- Distretto di Chengalpattu
- Distretto di Chennai
- Distretto di Coimbatore
- Distretto di Cuddalore
- Distretto di Dharmapuri
- Distretto di Dindigul
- Distretto di Erode
- Distretto di Kallakurichi
- Distretto di Kanchipuram
- Distretto di Kanniyakumari
- Distretto di Karur
- Distretto di Krishnagiri
- Distretto di Madurai
- Distretto di Mayiladuthurai
- Distretto di Nagapattinam
- Distretto di Namakkal
- Distretto di Nilgiris
- Distretto di Perambalur
- Distretto di Pudukkottai
- Distretto di Ramanathapuram
- Distretto di Ranipet
- Distretto di Salem
- Distretto di Sivagangai
- Distretto di Tenkasi
- Distretto di Thanjavur
- Distretto di Theni
- Distretto di Thoothukudi
- Distretto di Tiruchirappalli
- Distretto di Tirunelveli
- Distretto di Tirupathur
- Distretto di Tiruppur
- Distretto di Tiruvallur
- Distretto di Tiruvannamalai
- Distretto di Tiruvarur
- Distretto di Vellore
- Distretto di Viluppuram
- Distretto di Virudhunagar

## Società
L'unica lingua ufficiale è il tamil; la lingua inglese è anche usata come una delle lingue ufficiali dell'intera India. Il tamil è parlato dall'89,43% della popolazione, mentre linguaggi minoritari sono il telugu (5,65%), il kannaḍa (1,68%), l'urdu (1,51%), il malayālaṃ (0,89%), la gujarātī/saurashtri (0,32%), l'hindī (0,30%) e la marāṭhi (0,10%).
Il tasso di alfabetizzazione, secondo il censimento generale svoltosi nel 2011, è dell'80,33%, mentre la sua popolazione ammonta a 72 147 030 abitanti; l'indice di sviluppo umano medio è dello 0.570 e si posiziona al 6º posto tra gli Stati indiani. Costituitosi nel 1950 come Stato di Madras, ha assunto l'attuale denominazione nel 1969.

## Cultura
Il Tamil Nadu ha una lunga e apprezzata tradizione culturale; conosciuto per la sua ricca letteratura, musica, danza e arte in generale, che continuano a fiorire ancor oggi: terra nota per i suoi monumentali antichi templi indù e per la forma classica della danza Bharatanatyam. Caratteristiche culturali uniche infine, oltre che nella danza, vi sono anche nel campo della pittura Thanjavur
, mentre l'architettura si è sviluppata nei secoli e continua ad essere espressa tuttora.

### Letteratura
La letteratura Tamil esiste da oltre duemila anni
. Il primo periodo d'essa è definito letteratura Sangam, datato da circa il 300 a.C. al IV secolo; è la più antica forma letteraria con testimonianze scritte di tutta l'India, con i primi reperti epigrafici rinvenuti su roccia e pietre commemorative risalenti al III secolo a.C.
La maggior parte delle prime opere letterarie tamil è in versi, con la prosa che via via diventa sempre più comune nei periodi successivi. La collezione di letteratura Sangam contiene 2381 poesie composte da 473 poeti, con 102 dei quali che rimangono anonimi; essa consta principalmente di opere secolari, si occupa cioè dei temi di tutti i giorni in un contesto tamilakam.
La letteratura Sangam si occupa anche di rapporti umani e delle emozioni scaturenti da essi. la letteratura disponibile da questo periodo è stata classificata e compilata nel X secolo in due categorie in base all'incirca sulla cronologia di composizione. Le categorie sono: Patiṉeṇmēlkaṇakku (la maggiore serie antologica) che comprende Eṭṭuttokai (Le otto antologie) e il Pattuppāṭṭu (I dieci Idilli) e Patiṉeṇkīḻkaṇakku (la minore serie antologica).
Gran parte della grammatica Tamil viene ampiamente descritta nel più antico lavoro di grammatica di Lingua tamil, il Tolkappiyam. La moderna scrittura Tamil è in gran parte basata sulla grammatica del secolo XIII Naṉṉūl che ha ribadito e chiarito le regole del Tolkappiyam, con alcune modifiche. La tradizionale struttura grammaticale tamil si compone di cinque parti, vale a dire eḻuttu, sol, poruḷ, yāppu e ani. Di queste, le ultime due sono per lo più applicate nella poesia. Un notevole esempio di poesia Tamil comprende il Tirukkural scritto da Thiruvalluvar.
Nel 1578 i Portoghesi hanno pubblicato un libro Tamil nella vecchia scrittura chiamata "Thambiraan Vanakkam", rendendo così il Tamil la prima lingua indiana a essere stampata e pubblicata. Il "Tamil Lexicon", pubblicato dalla Università di Madras, è il primo tra i dizionari pubblicati in qualsiasi lingua indiana. Nel corso della lotta per la libertà indiana, molti poeti e scrittori Tamil hanno cercato di provocare il fervore dello spirito nazionale, l'equità sociale e di ispirare pensieri laici nell'uomo comune, in particolare Subramanya bharathy e Bharathidasan.

### Festività tradizionali

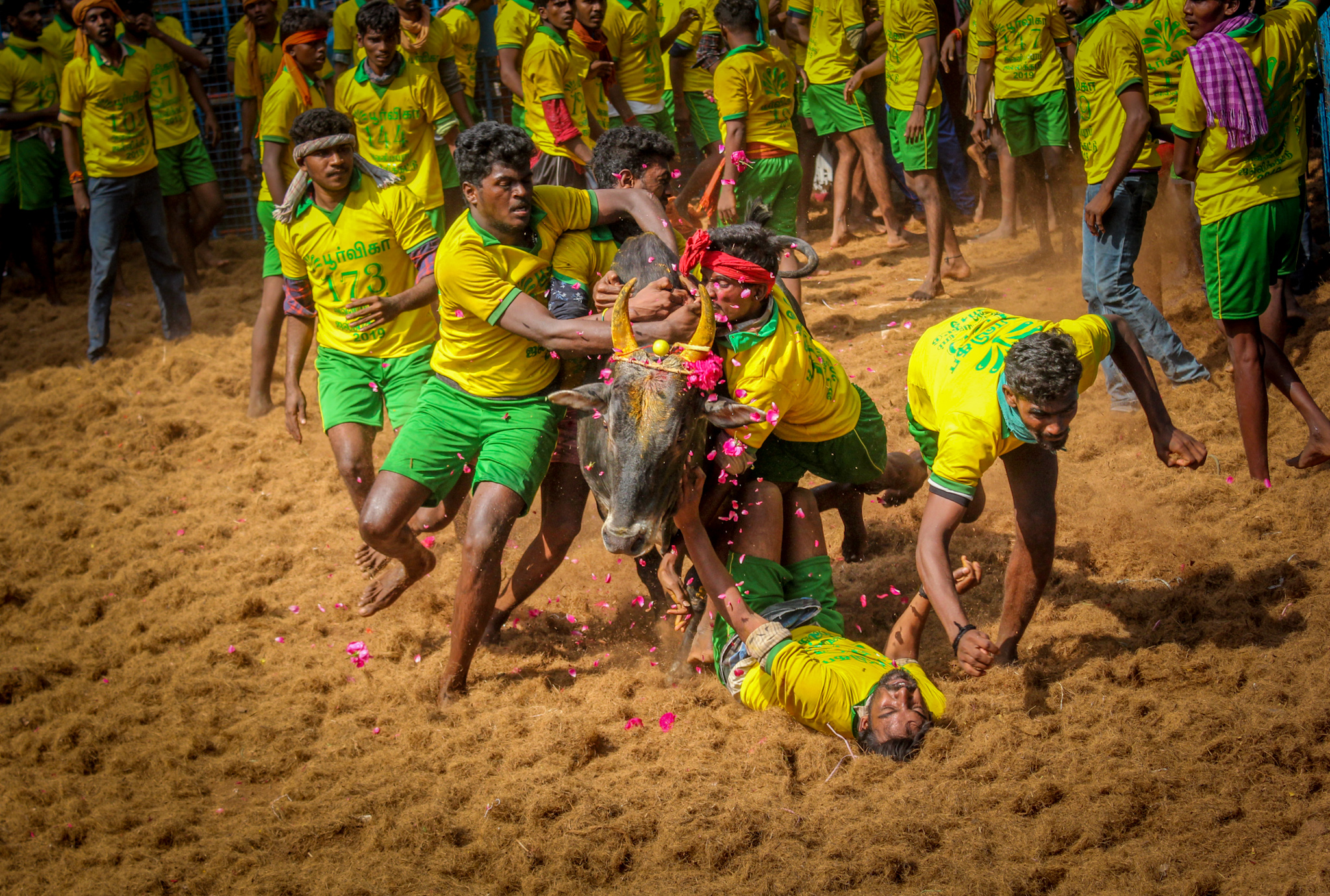
Jallikattu a Tamil Nadu nel 2019.

Pongal, chiamato anche "Tamizhar thirunaal" (Festivale dei tamil) o "Makara Sankranti" altrove in India, è una festa di quattro giorni per il raccolto; una delle più ampiamente celebrate in tutto il Tamil Nadu. Il primo giorno, bhogi Pongal, è celebrato buttando via e distruggendo vecchi vestiti e materiali dando loro fuoco per segnare la fine del vecchio e l'emergere del nuovo. Il secondo giorno, Surya Pongal, è il giorno principale che cade il primo dì del decimo mese Tamil Thai (14 o 15 gennaio del calendario occidentale). Il terzo giorno, Maattu Pongal, ha lo scopo di offrire, grazie al bestiame, il latte che viene utilizzato per arare le terre: Jallikattu, un concorso sull'addomesticamento dei tori, segna l'evento principale di questa giornata. Alanganallur è famosa per il suo "Jallikattu contest" di solito tenuto il 3º giorno di Pongal. Nel corso di questo ultimo giorno, Kaanum Pongal - la parola "kaanum", significa 'visualizzare' - si svolge un rituale combattimento di galli.
Il primo mese del calendario Tamil è Chittirai e il primo giorno di questo mese a metà aprile è celebrato come capodanno Tamil. Il calendario Thiruvalluvar è di 31 anni avanti rispetto al calendario gregoriano, ossia il Gregoriano 2000 è Thiruvalluvar 2031. Aadi Perukku si celebra il 18º giorno del mese Tamil Aadi, che celebra il sorgere del livello dell'acqua nel fiume Kaveri.
Oltre ai maggiori festival, in ogni villaggio e città del Tamil Nadu, gli abitanti celebrano feste per gli dèi locali una volta all'anno e il tempo varia da luogo a luogo. La maggior parte di queste feste è legata alla dea Maariyamman, la dea madre portatrice della pioggia. Altri importanti festival indù, tra cui Deepavali (Morte di Narakasura), Ayudha Poojai, Saraswathi Poojai (Dasara), Krishna Jayanthi e Ganesh Chaturthi sono anch'essi sfarzosamente celebrati.
A questi, si aggiunge l'Ayya Vaikunda Avataram ("incarnazione di Ayya Vaikunda"), festeggiata dai seguaci dell'Ayyavazhi e che culmina il 4 marzo nella festa nazionale del vicino Stato del Kerala dal 2015.
Id al-fitr, Id al-adha, Mawlid, Ashura sono celebrati dai musulmani, mentre il Natale, il venerdì santo e la Pasqua sono celebrati dai cristiani presenti nello Stato. Mahamagam è un festival di balneazione a Kumbakonam e si celebra una volta ogni 12 anni; persone provenienti da tutti gli angoli del paese vengono a Kumbakonam per il festival: questo è anche chiamato "Kumbh Mela" del Sud.